# 名古屋市立駒方中学校
名古屋市立駒方中学校（なごやしりつ こまがたちゅうがっこう）は、愛知県名古屋市昭和区駒方町にある公立中学校。通称は「駒中」（こまちゅう）。

## 小学校
名古屋市立八事小学校、名古屋市立広路小学校の小学区に住む者が入学する。

## 沿革
- 1969年 - 名古屋市立川名中学校から分離
- 1998年 - 創立30周年
- 2004年 - 校舎耐震工事開始
- 2005年 - 校舎耐震工事完工
- 2008年 - 創立40周年
- 2022年（令和4年）度 - 体育館にエアコンが整備される[1]。

## 学級
学級は平均3クラスであり、その年の入学者によって異なる。障害のある生徒のためにG学級という特別クラスが設けられている
以前は5 - 6 クラスほどあったが、最近では1 - 4クラスでばらついている。
クラスはアルファベットで表されている。

## 学年･クラス色
各学年には色があり、生徒はその色の線が入ったついた名札を3年間使う。
赤、青、緑の3色で、3年生の卒業後の色は、新1年生が使用する。

各クラスには色があり、生徒はその色のついたゼッケンと旗を体育大会などで使用する。
A組が赤。B組が青、C組が黄、D組が緑、G組が紫。

## 行事
- 不定期 募金
- 4月 入学式、離任式・就任式、生徒会役員選挙
- 5月 修学旅行
- 6月 稲武野外学習
- 7月 終業式、1年：校歌をうたう会
- 8月 夏季休暇
- 9月 始業式、体育大会
- 11月 合唱コンクール
- 12月 冬期休暇
- 1月 始業式、1年：市内分散学習、2年：職場体験学習
- 2月 職員会議
- 3月 卒業生を送る会、卒業式、修了式

## その他
- 校歌は作詞:上原猛　作曲:水野久一郎。2009年（平成21年）、開校40周年を記念し混声四部合唱形式になっている。
- 学区内は昔から大変自然が豊かで、石像前には桜が植わっており、学級写真は桜が写るように校庭で撮影される。
- 2003年（平成15年）7月から、耐震工事が始まり一時期プレハブ校舎で授業を実施していた。
- 十数年前は5 - 6学級で人数もかなり多かった。
- 音楽室は2室あり、3階と4階にある。
- 公式ホームページのほうは近年新しくなり、校歌などが聴けるようになった。